# 스타오피스
스타오피스(StarOffice)는 현재 아파치 소프트웨어 재단의 프로젝트인 오픈오피스(Open Office) 및 도규먼트 재단(The Document Foundation)의 리브레오피스 등의 원형으로 알려진 소프트웨어이다. 스타오피스(StarOffice)는 개방형 오픈 소스로 제작된 이후 더욱 잘 알려진 오피스 제품군이다. 1999년 선 마이크로시스템즈(Sun Microsystems)에 인수된 스타 디비전(Star Division)의 스타 라이터(StarWriter)로 1985년에 시작되었다. 선 마이크로시스템즈(Sun Microsystems)는 2010년 오라클(Oracle Corporation)에 인수되었다.

## soffice
스타오피스를 시작하는 명령어 및 실행파일명으로 선 마이크로시스템즈는 soffice를 사용한바있다. 또한 이후 다양한 버전들이 이를 관례적으로 채택하고 유지한바있다.

## 같이 보기
- 리브레오피스